# Coalición Nacional del Arcoíris
La Coalición Nacional del Arco Iris (en inglés: National Rainbow Coalition) también conocida como National Alliance of Rainbow Coalition - NARC (Alianza Nacional de la Coalición del Arco Iris - NARC) o simplemente NARC por sus siglas en inglés, fue una alianza electoral de Kenia fundada en 2002, que obtuvo una histórica victoria en las elecciones generales de 2002, con su candidato presidencial, Mwai Kibaki, derrotando por más de treinta puntos a Uhuru Kenyatta, candidato de la Unión Nacional Africana de Kenia (KANU) e hijo de Jomo Kenyatta, primer Presidente de la República. Además, obtuvo mayoría absoluta en el legislativo, convirtiéndose en la primera fuerza opositora al KANU en ganar una elección general en más de cuarenta años. Se disolvió de facto antes de que Kibaki completara su primer mandato, luego de que la división interna sobre el referéndum constitucional de 2005 llevara a una fractura total entre sus miembros, llevando a una victoria del 58% del no.

## Historia

### Formación y gobierno
En la preparación de las elecciones de 2002, el Partido de la Alianza Nacional de Kenia se alió con el Partido Liberal Democrático (LDP) para formar la Alianza Nacional del Arcoíris (NARC). El 27 de diciembre de 2002, el candidato de la NARC, Mwai Kibaki obtuvo una aplastante victoria del 62% de los votos sobre Uhuru Kenyatta, candidato del KANU, partido gobernante hacía más de cuarenta años.
A pesar de su popularidad inicial, el gobierno dirigido por NARC fue muy problemático. La fricción entre el PDL y los leales a Kibaki se hizo evidente. Después del referéndum constitucional de 2005, todos los miembros del PLD fueron expulsados del gobierno. Posteriormente, el PLD se convirtió en un partido de oposición, formando el Movimiento Democrático Naranja, una coalición de políticos de la oposición. Más tarde, miembros de NARC leales a Kibaki fundaron un nuevo partido, NARC-Kenia. En consecuencia, el NARC original quedó en manos de su presidente Charity Ngilu quien también sirvió como Ministra de Salud.

### Post-gobierno y disolución
El 5 de octubre de 2007, Ngilu anunció su apoyo al Movimiento Democrático Naranja y su candidato presidencial, Raila Odinga, en las elecciones generales de diciembre de 2007. Ella dijo inicialmente que permanecía en el gobierno, a pesar de apoyar al principal rival de Kibaki. Sin embargo, su despido por parte del gobierno de Kibaki fue anunciado el 6 de octubre. En la elección parlamentaria, el NARC obtuvo 3 escaños. En 2013, se disolvió para unirse a la Alianza del Jubileo.